# 一関市警察
一関市警察（いちのせきしけいさつ）は、かつて存在した岩手県一関市の自治体警察である。

## 概要
旧警察法によって、従来の岩手県警察部が解体され、1948年（昭和23年）3月7日に一関町警察署が設置された。1948年（昭和23年）4月1日に、一関町、山目町、中里村、真滝村が合併し、一関市が施行した事に伴い、一関市警察署が新たに設置された。
1954年（昭和29年）に、それまでの旧警察法を全面改正する形で新警察法が公布された。これにより国家地方警察と自治体警察が廃止され、新たに都道府県警察として岩手県警察本部が発足。そして、一関市警察も岩手県警察に統合され、姿を消した。